# Толмачёвская ГЭС-1
Толмачёвская ГЭС-1 — гидроэлектростанция на реке Толмачёва (в 3,6 км от истока реки) в Усть-Большерецком районе, Камчатского края. Входит в Толмачёвский каскад ГЭС, являясь его верхней, регулирующей ступенью. Находится в долевой собственности, эксплуатируется ПАО «Камчатскэнерго» (дочернее общество ПАО «РусГидро») по договору доверительного управления.

## Конструкция станции
Толмачёвская ГЭС-1 представляет собой плотинную электростанцию с приплотинным зданием ГЭС. Установленная мощность электростанции — 2,2 МВт (по существующий в России классификации относится к малым ГЭС), проектная среднегодовая выработка электроэнергии — 8,1 млн кВт·ч, фактическая среднегодовая выработка электроэнергии — 2,2 млн кВт·ч.
Сооружения гидроузла включают в себя:
- земляную насыпную плотину из песчано-гравийного грунта, максимальной высотой 20 м, длиной 185 м;
- глубинный водосброс с водобойным колодцем длиной 30 м, пропускной способностью 50 м³/с;
- водоприёмник ГЭС с двумя железобетонными водоводами сечением 2×1,8 м². Водоприёмник конструктивно совмещён с водосбросом в одной шахте, вынесенной в верхний бьеф;
- приплотинное здание ГЭС. В здании ГЭС установленs 2 вертикальных гидроагрегата мощностью по 1,1 МВт, с пропеллерными турбинами Пр 18/811а-ВБ-120, работающими при расчётном напоре 17 м. Турбины приводят в действие генераторы СВ-215/26-14УХЛ4. Производитель турбин — ПАО «Силовые машины». Выдача электроэнергии станции производится по линии электропередачи напряжением 10 кВ[2][3].

Напорные сооружения ГЭС образуют Толмачёвское водохранилище, включившее в себя озеро Толмачёва (уровень которого был поднят на 12 м). Площадь водохранилища при нормальном подпорном уровне 33,45 км², длина 8,4 км, ширина 4 км. Полная и полезная ёмкость водохранилища составляет 255 и 145 млн м³ соответственно, что позволяет осуществлять многолетнее регулирование стока. Отметка нормального подпорного уровня водохранилища составляет 627 м над уровнем моря (по Балтийской системе высот), форсированного подпорного уровня — 627,3 м, уровня мёртвого объёма — 622 м.

## История строительства и эксплуатации
Планы по строительству каскада ГЭС на реке Толмачёва начали обсуждаться в начале 1990-х годов. Задачей станций предполагалось энергоснабжение изолированного в те годы от центрального энергоузла Камчатки Усть-Большерецкого района. Решение о необходимости строительства каскада малых ГЭС на р. Толмачева, в качестве первоочередных опытно-экспериментальных объектов малой гидроэнергетики на Дальнем Востоке, утверждено Президентом РАО «ЕЭС России» А. Ф. Дъяковым в 1993 году. Проект строительства каскада ГЭС на реке Толмачёва был утверждён Правительством России в 1995 году. Институтом «Ленгидропроект» был спроектирован каскад из трёх станций: головной ГЭС-1 с регулирующим водохранилищем и деривационных ГЭС-2 и ГЭС-3, на которых сосредоточена основная мощность и выработка каскада.
Строительство Толмачевских ГЭС началось в 1997 году, в качестве первоочередного объекта была выбрана ГЭС-1, введённая в эксплуатацию 25 сентября 1999 года. Заполнение водохранилища началось в 1999 году и шло медленными темпами, поскольку фильтрационные свойства грунта оказались выше запроектированных. Строительство станции велось за счет средств нескольких рыболовецких предприятий и регионального бюджета, после ввода в эксплуатацию Толмачёвская ГЭС-1 зарегистрирована в долевую собственность пропорционально объёму вложенных средств. До 2006 года Толмачёвская ГЭС-1 обеспечивала энергоснабжение Усть-Большерецкого района, с 2006 года станции Толмачёвского каскада были соединены линией электропередачи 110 кВ с Центральным энергорайоном Камчатки и работают по пиковому графику. До декабря 2019 года эксплуатировалась ПАО «Камчатский газоэнергетический комплекс» по договору доверительного управления, позднее эти функции перешли к ПАО «Камчатскэнерго».